# 폴 스투키
노엘 폴 스투키(Noel Paul Stookey, 1937년 12월 30일~)는 피터, 폴 앤 메리의 "폴"(Paul)로 잘 알려진 싱어 송어라이터이다. 그는 피터, 폴, 메리 중 폴로 무대 역할을 하였지만 그의 이름을 따서 노엘로도 알려져 있다. 그는 메리가 죽은 뒤에도 은퇴하지 않았으며 2010년에 그는 송어 싱어이자 활동가로 계속 활동하고 있다.

## 생애
스투키는 미시간주 이스트 랜싱의 미시간 주립 대학교 동문이다. MSU에서 역사학을 공부하는 동안 서클 델타 웁사일런(Delta Upsilon)에 가입하였다. 폴은 2009년 9월에 메리가 죽을 때까지 피터, 폴 앤 메리의 한 멤버로 활동하였다. 세 명이서 활동하다가도 바디웍스(Bodyworks)로 불리는 앙상블 등의 명곡이 들어간 일부 음반을 비롯한 솔로 작품을 내기도 하였다.